# دهستان اورواسته
دهستان اورواسته (به لاتین: Urvaste Parish) یک دهستان در استونی است که در شهرستان وورو واقع شده‌است.

## خصوصیات
دهستان اورواسته ۱۳۹٫۶۲ کیلومترمربع مساحت و ۱٬۴۱۳ نفر جمعیت دارد.

## نگارخانه

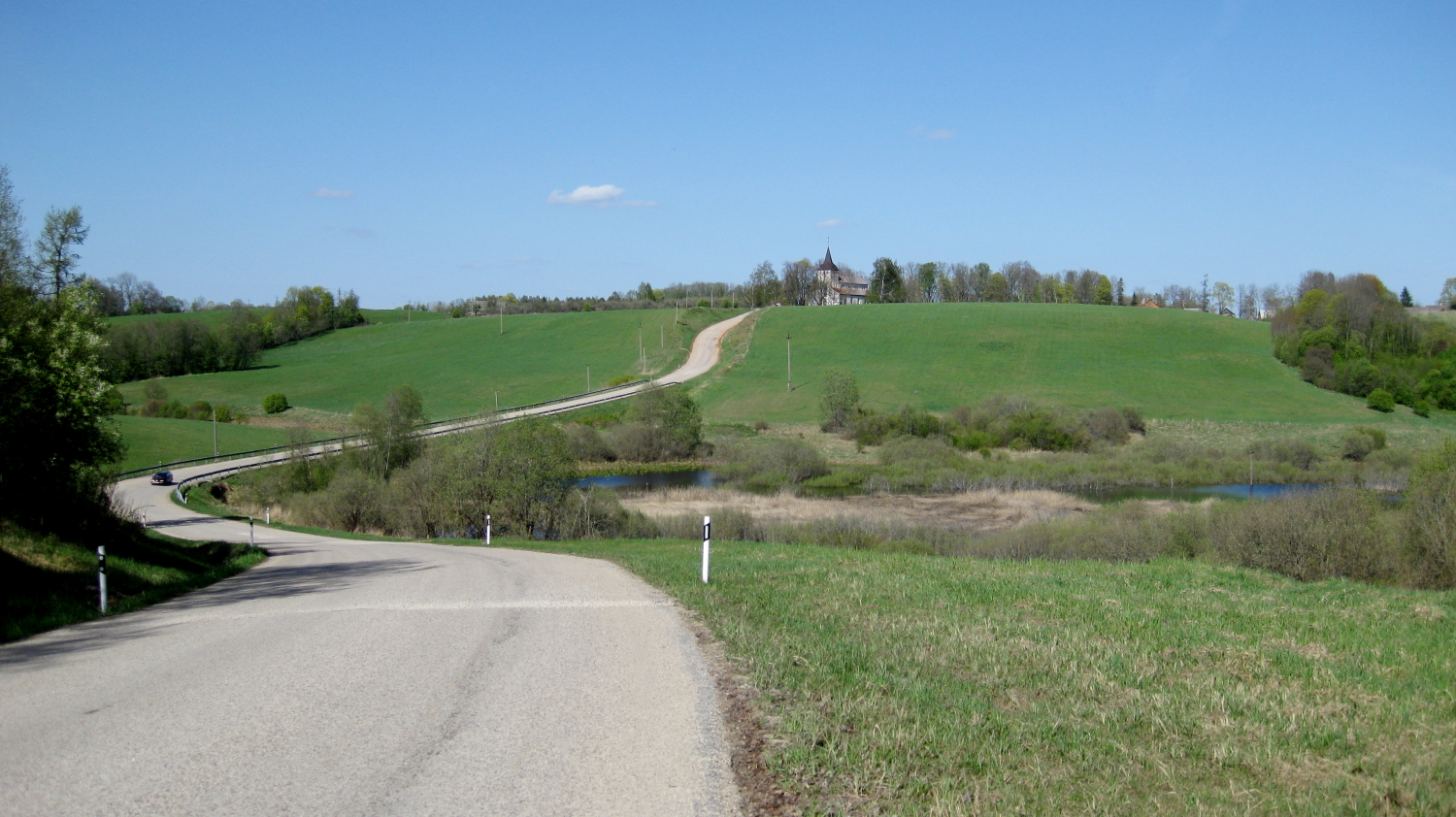
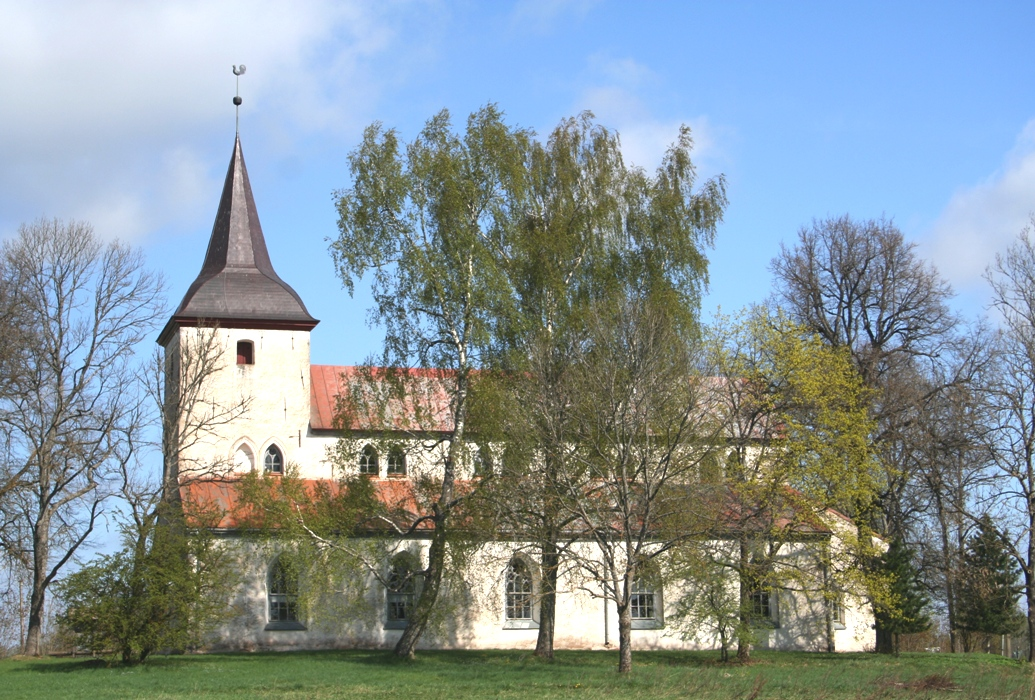
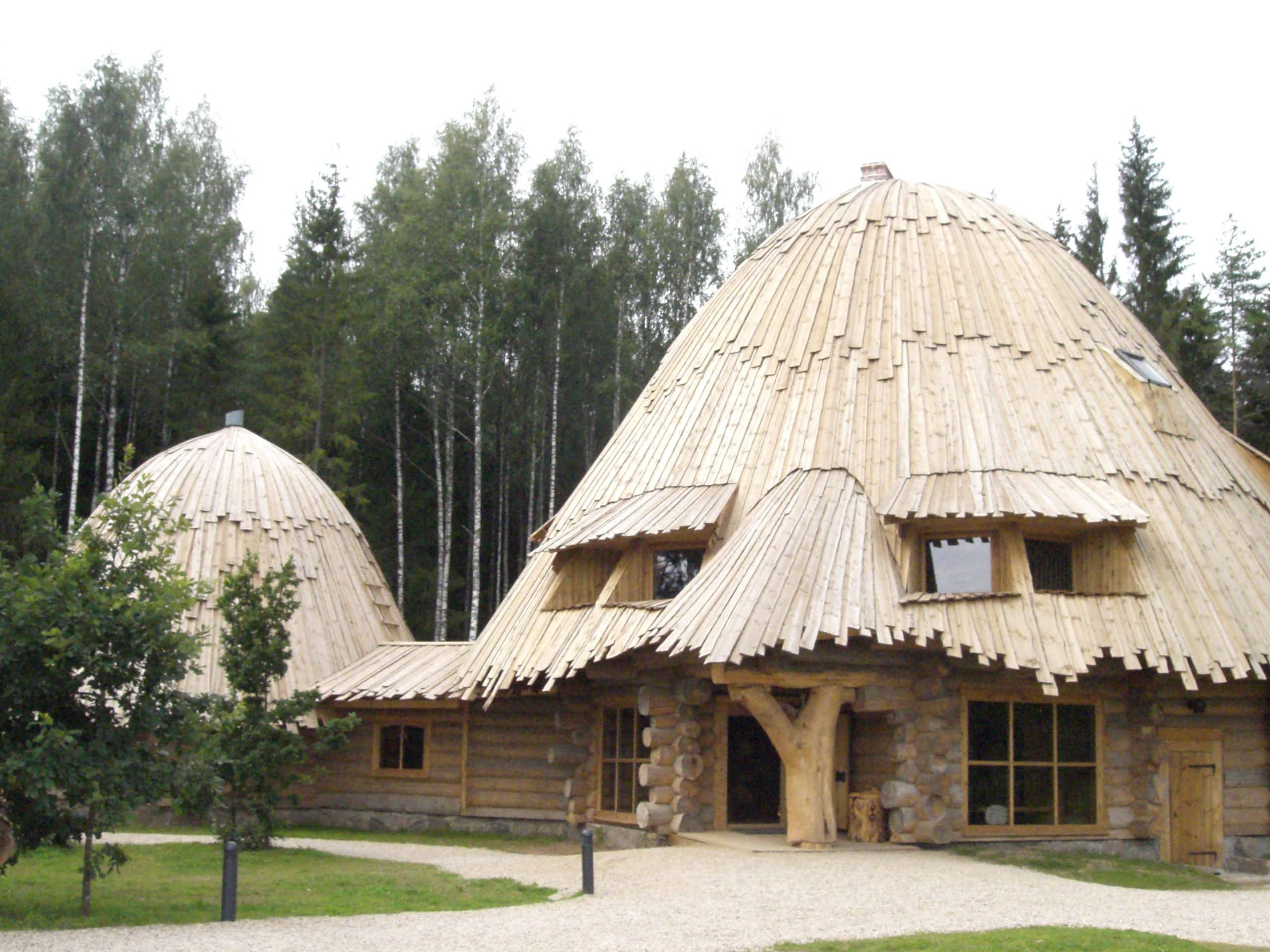
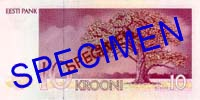